# Младенићи
Младенићи су насељено место у саставу општине Вишково у Приморско-горанској жупанији, Република Хрватска.

## Историја
До територијалне реорганизације у Хрватској налазили су се у саставу старе општине Ријека.

## Становништво
На попису становништва 2011. године, Младенићи су имали 1.254 становника.

## Попис 1991.
На попису становништва 1991. године, насељено место Младенићи је имало 613 становника, следећег националног састава:
| Попис 1991.‍  | Попис 1991.‍  | Попис 1991.‍ | Попис 1991.‍ | Попис 1991.‍ |
| ------------ | ------------ | ----------- | ----------- | ----------- |
|              |              |             |             |             |
| Хрвати       | Хрвати       |             | 420         | 68,51%      |
| Срби         | Срби         |             | 89          | 14,51%      |
| Муслимани    | Муслимани    |             | 19          | 3,09%       |
| Југословени  | Југословени  |             | 9           | 1,46%       |
| Црногорци    | Црногорци    |             | 7           | 1,14%       |
| Мађари       | Мађари       |             | 4           | 0,65%       |
| Словенци     | Словенци     |             | 3           | 0,48%       |
| Албанци      | Албанци      |             | 1           | 0,16%       |
| Италијани    | Италијани    |             | 1           | 0,16%       |
| неопредељени | неопредељени |             | 41          | 6,68%       |
| регион. опр. | регион. опр. |             | 4           | 0,65%       |
| непознато    | непознато    |             | 15          | 2,44%       |
| укупно: 613  |              |             |             |             |